# Dagami
Dagami es un municipio filipino de tercera clase, perteneciente a la provincia de Leyte, en las Bisayas Orientales.

## Historia
Hacia mediados del siglo XIX, el lugar tenía contabilizada una población total de 12 297 habitantes, repartidos en 2021 casas. Aparece descrito en el segundo volumen del Diccionario geográfico, estadístico, histórico de las Islas Filipinas (1851) de Manuel Buzeta Núñez y Felipe Bravo con las siguientes palabras:

DAGAMI: pueblo con cura y gobernadorcillo, en la isla y prov. de Leyte, dióc. de Cebú; hállase sit. en los 128° 24' long., 10° 59' lat., próximo á la orilla izq. del r. Maya, en terreno llano, dist. unas 5 leg. de la costa E. de la isla. Disfruta de muy buena ventilacion, y el clima, aunque bastante cálido, es saludable, no padeciéndose en él de ordinario otras enfermedades, que las regionales propias de la estaciones. Tiene como unas 2,021 casas, en general de sencilla construccion, distinguiéndose como mas notables la casa parroquial y la llamada tribunal, en la cual está la carcel; hay escuela de primeras letras, á la cual concurren muchos alumnos, dotada de los fondos de comunidad; é igl. parr. de buena fábrica, servida por un cura regular. Próximo á ésta se halla el cementerio, que es bastante capaz y ventilado. Comunicase este pueblo con sus limítrofes por medio de caminos regulares, y recibe de Maasim, cab. de la prov., el correo en dias indeterminados. El term. confina por N. O. con Baraven ó Barauen (á ½ leg.); por O. con Palompon (dist. unas 7 ½ leg.); por S. E. con el lago de Bito, y por E. con el pueblo de Dulag (dist. unas 5 leg.) El terreno es montuoso, y está fertilizado por le rio Maya, que lo baña con sus aguas y algunos afluentes: está poblado de arbolado de maderas de construccion y ebanistería, y hay caza mayor y menor de javalíes, búfalos, venados, tórtolas, gallos, etc.: y recogen sus hab. bastante cera y miel en los troncos de los árboles, en los huecos de las rocas y en todos los sitios abrigados. En las tierras reducidas á cultivo sus principales prod. son: el arroz, maiz, lentejas, algodon, café, cacao, cocos, mangas y tabaco de buena calidad. ind.: el beneficio de sus prod. naturales y agrícolas, varios tejidos de telas de diferentes clases, y la cria de animales domésticos. pobl. 12,297 alm., 2,148 ½ trib., que ascienden á 21,485 rs. plata, equivalentes á 53,712 rs. vn.
(Buzeta y Bravo, 1851, pp. 4-5)

En 2020, tenía censados 36 178 habitantes.